# فاصل (إنتاج النفط)

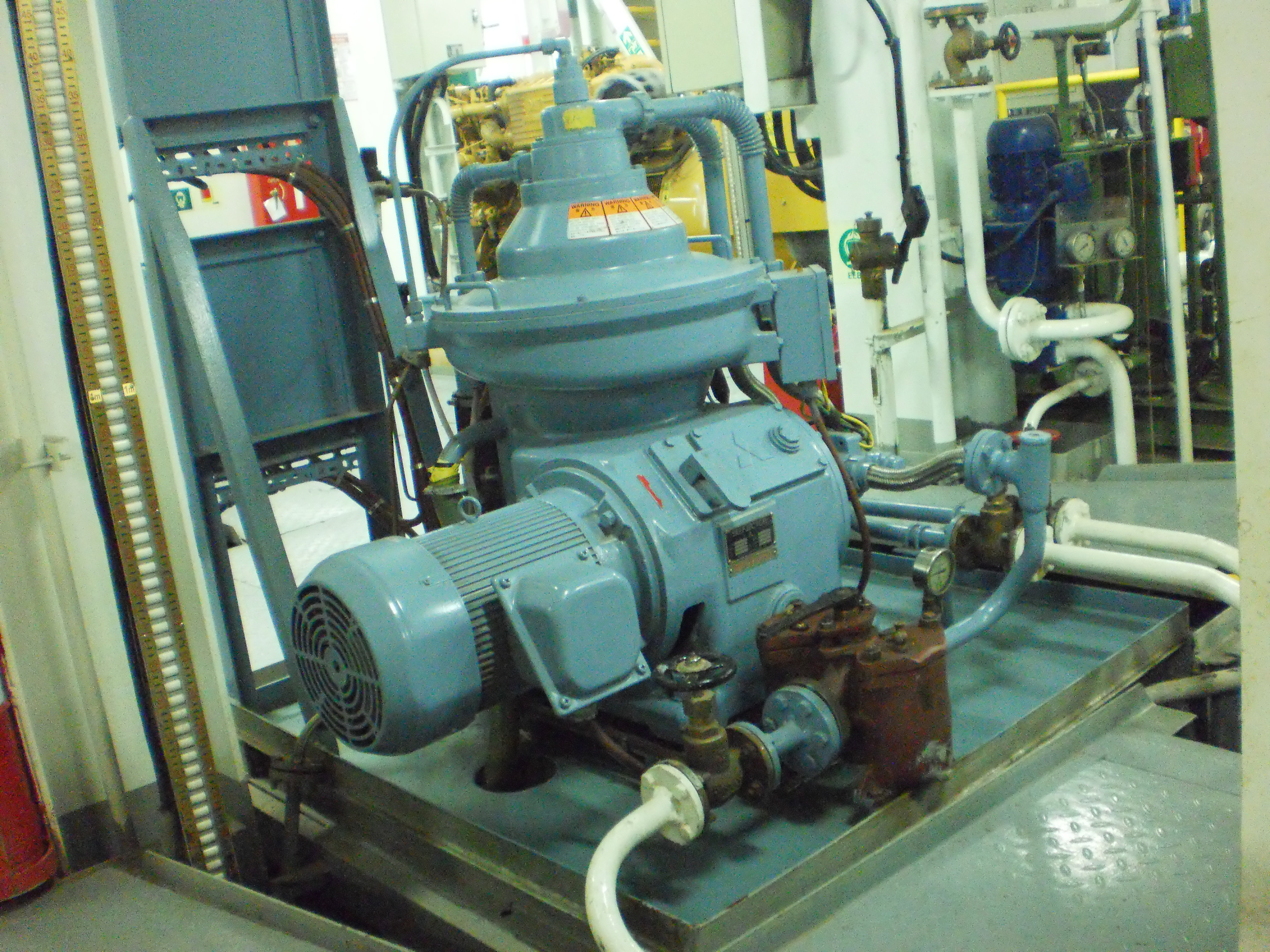

الفَاصِلْ (في مصطلحات النفط) هو عبارة عن أوعية ضغط تستخدم في فصل خليط السوائل الناتجة من آبار الغاز والنفط إلى مكونات سائلة فقط.  وربما يشار إلى وعاء الفصل الى أي من المصطلحات التالية: فَاصِلُ النفط والغاز أو الفاصل المرحلي أو المِحْبَسُ أو وعاء الضرب (وقد يسمى أيضًا طبلة الضرب، أو محبس الضرب، أو محبس ضرب الماء، أو محبس ضرب السوائل)، أو غرفة الوميض (أيضًا يسمى وعاء الوميض، أو محبس الوميض) ، أو فاصل التوسعة أو وعاء فاصل التوسعة أو جهاز التنقية (جهاز تنقية الغاز)، أو الفلتر (مرشح). وعادة ما تستخدم أوعية الفصل هذه في المناطق المستأجرة للإنتاج أو منصات الإنتاج أو بالقرب من فوهة بئر النفط، أو في مناطق متنوعة أخرى، في الابار أو في بطارية الخزان. فوظيفة هذه المكونات هي لفصل السوائل التي تنتجها آبار البترول والغاز، أو السوائل فقط أو الغاز فقط. عادة ما يتضمن فاصل النفط والغاز المكونات الأساسية التالية:
- (أ) جهاز أو قسام الفصل الأولي،
- (ب) جزء "الجاذبية" المستعمل لغرض تصفية أو فصل المكونات،
- (ج) جزء استخلاص الفضلات للتخلص من الجزيئات الصغيرة الموجودة في الغاز،
- (د) مخارج الغاز،
- (هـ) جزء لغرض تصفية (فصل) السائل لإزالة الغاز أو البخار من النفط. وهذا يتم في وحدة ثلاثية المراحل، وهذا القسم يفصل أيضًا الماء عن النفط،
- (و) مخارج النفط،
- (ز) مخارج الماء (وهي وحدة ثلاثية المخارج)،
- سعة السائل الحجم الكافي لمعالجة اندفاعات( كتل) السائل التي تنتجها الآبار أو خطوط التدفق.

إن القطر والارتفاع أو الطول المناسب للوعاء يسمح بفصل غالبية السائل عن الغاز حتى لا يمتلئ جهاز الاستخلاص بالفضلات. أما وسائل التحكم في مستوى النفط داخل جهاز الفصل فهي عادة ما تتضمن جهاز تحكم بمستوى السائل، وصمام الحاجز المتحرك لمخرج الغاز، وصمام الضغط على مخرج الغاز، وذلك للحفاظ على ضغط مستقر داخل الوعاء.
أجهزة التخفيف من الضغط.
يتمثل المبدأ الأساسي لعمل الفواصل في أن أي من المكونات الثلاث لها كثافة متباينة، ما يسمح لها أن تتحرك ببطء في طبقات، مع وجود الغاز أعلاها والماء عند القاع والنفط في الوسط. وسوف تستقر أي مواد صلبة مثل الرمال في قاع الفاصل. يمكن تقسيم وظائف أجهزة فصل النفط والغاز إلى وظائف أساسية وثانوية.

## وصلات خارجية
- Pictorial illustration of what the internal structure of an Oil and Gas Separator looks like - This shows how the Defoaming Internals, Coalescing Internals, Demister Internals – Wiremesh Demister, Vane Mist Eliminators, Desanding Internals, Vortex Breakers and other internal components of a typical separator are arranged in the separator.
- Typical P&ID arrangement for 3 phase separator vessels - Piping and instrumentation diagram (P&ID) illustrates the direction of flow in and around an Oil and Gas Separator. It likewise shows the connectivity of other instruments e.g. valves, level controller, level indicator, flow indicator, flow transmitter, pressure indicator, pressure transmitter, etc. around the separator.
- Computational fluid dynamics (CFD) simulation illustrating 3 Phase Oil, Gas & Water Separator - This illustrates the direction of flow in the separator.
- Quick calculator for horizontal knock out drum sizing نسخة محفوظة 5 نوفمبر 2018 على موقع واي باك مشين. - Based on settling time required for liquid droplets of a given minimum size to be separated.